# Octospora neglecta
Octospora neglecta är en svampart som beskrevs av Dennis & Itzerott 1973. Octospora neglecta ingår i släktet Octospora och familjen Pyronemataceae.   Inga underarter finns listade i Catalogue of Life.